# Совет по высотным зданиям и городской среде
Совет по высотным зданиям и городской среде (англ. The Council on Tall buildings and Urban Habitat, CTBUH) — международная организация, занимающаяся вопросами высотного строительства. Совет был основан в Лихайском университете (США) в 1969 году; в октябре 2003 года — перемещён в Иллинойсский технологический институт (США). С 2000 года Совет издаёт журнал «CTBUH Review».
Начальной целью Совета было изучение и описание «всех аспектов проектирования, конструирования и сооружения высотных зданий», однако к настоящему времени широкой общественности он более известен по созданному им списку 100 высочайших в мире сооружений.
С 2005 года в сотрудничестве с «Emporis» Совет создает базу данных, включающую различную информацию о тысячах планируемых, проектируемых, строящихся, построенных либо уже разрушенных высотных сооружениях со всего мира, причём в пределах этой базы всегда используются одни и те же стандарты в измерении параметров высотных зданий.

## Классифицирование высотных сооружений

### Современные
В настоящее время Совет выделяет три категории.
1. Конструктивная высота здания (уровень шпиля) — высота до верха конструктивных элементов здания (включая башни и шпили, но исключая антенны, мачты и флагштоки). Этот критерий считается главным.
2. Высота до уровня верха шпиля/антенны — высота до любого закреплённого на вершине предмета, независимо от материала и назначения (включая башни, шпили, антенны, мачты, флагштоки и прочие).
3. Высота последнего обитаемого этажа — высота до пола последнего этажа, на котором постоянно, безопасно и законно находятся люди. Сюда не входят машинные отделения лифтов и прочие технические помещения.

Во всех трёх категориях подножием считается уровень пола наиболее низкого значимого открытого пешеходного входа. Подробности таковы:
- Уровень пола измеряется внутри здания около входа.
- Значимый — вход должен основной своей частью находиться выше уровня тротуара и применяться для доступа в здание (а не в техническое помещение, автостоянку или магазин на первом этаже).
- Открытый — вход должен располагаться на открытом воздухе (а не в крытой галерее).
- Пешеходный — предназначенный для основных пользователей здания (а не автомобилей или обслуживающего персонала).

По типу сооружения делятся на небоскрёбы и башни, грань между первыми и вторыми — 50 % высоты должно уходить на обитаемые этажи.
Необитаемое пространство от верхнего этажа до шпиля называют «метрами тщеславия».

### Исторические
До середины 1990-х годов ранжирование высотных сооружений основывалось на конструктивной высоте здания, то есть высоте от уровня тротуара у главного входа до верха конструктивных элементов здания — башни или шпиля, но не антенны, мачты либо флагштока. В 1996 году, когда строительство башен-близнецов Петронас подходило к концу, Совет расширил систему классифицирования путём добавления трёх дополнительных категорий: уровня верха шпиля/антенны (то есть высочайшей точки всего сооружения), уровня крыши и уровня последнего занятого (доступного) этажа. В 2009 году высота до крыши была отменена — у современных небоскрёбов редко бывает плоская крыша. Кроме того, исчезло понятие «главный вход».